# Trójpłatnik
Trójpłatnik (Triaenops) – rodzaj nietoperzy z rodziny rogonosowatych (Rhinonycteridae).

## Rozmieszczenie geograficzne
Rodzaj obejmuje gatunki występujące we wschodniej części Afryki i w południowo-zachodniej Azji.

## Morfologia
Długość ciała (bez ogona) 52–72 mm, długość ogona 25–38 mm, długość ucha 10–17,4 mm, długość tylnej stopy 8–12 mm, długość przedramienia 44–60 mm; masa ciała 4–18 g.

## Systematyka
Rodzaj zdefiniował w 1871 roku irlandzki zoolog, fotograf i chirurg wojskowy George Edward Dobson w artykule zatytułowanym O nowym rodzaju i gatunku Rhinolophidae, z opisem nowego gatunku Vesperus i notatkami na temat kilku innych gatunków owadożernych nietoperzy z Persji, opublikowanym w czasopiśmie „The Journal of the Asiatic Society of Bengal”. Gatunkiem typowym jest (oznaczenie monotypowe) trójpłatnik perski (T. persicus).

### Etymologia
Triaenops: gr. τρίαινα tríaina ‘trójząb’; ωψ ōps, ωπος ōpos ‘twarz, wygląd’.

### Podział systematyczny
Do rodzaju należą następujące występujące współcześnie gatunki:
| Grafika | Gatunek            | Autor i rok opisu           | Nazwa zwyczajowa          | Podgatunki         | Rozmieszczenie geograficzne | Podstawowe wymiary                                      | Status IUCN |
| ------- | ------------------ | --------------------------- | ------------------------- | ------------------ | --- | ------------------------------------------------------- | ----------- |
|         | Triaenops persicus | Dobson, 1871                | trójpłatnik perski        | gatunek monotypowy | wzdłuż zachodniego i południowego wybrzeża Jemenu, południowo-zachodniego i północno-wschodniego Omanu, wschodnich Zjednoczonych Emiratów Arabskich, południowego Iranu i południowego Pakistanu; zakres wysokości: 0–1550 m n.p.m.                                                                                 | DC: 5,6–7,2 cm DO: 2,7–3,8 cm DP: 4,8–5,8 cm MC: 6–18 g | LC          |
|         | Triaenops parvus   | Benda & Vallo, 2009         | trójpłatnik jemeński      | gatunek monotypowy | pas o długości około 300 km wzdłuż wybrzeża południowego Półwyspu Arabskiego we wschodnim Jemenie i południowo-zachodnim Omanie; zakres wysokości: 0–650 m n.p.m. | DC: 5,2–6,1 cm DO: 3–3,4 cm DP: 4,4–4,8 cm MC: 4–9 g    | DD          |
|         | Triaenops afer     | W.C.H. Peters, 1876         | trójpłatnik afrykański    | gatunek monotypowy | od Etiopii, Dżibuti i Somalii na południe do środkowego Mozambiku, na zachód do wschodniej Republiki Środkowoafrykańskiej i północno-wschodniej Demokratycznej Republiki Konga (z archipelagiem Zanzibar), rozdzielony w południowo-zachodnim Kongu i północno-zachodniej Angoli; zakres wysokości: 0–1700 m n.p.m. | DC: 5,5–7,2 cm DO: 2,5–3,8 cm DP: 4,8–6 cm MC: 8–17 g   | LC          |
|         | Triaenops menamena | S.M. Goodman & Ranivo, 2009 | trójpłatnik madagaskarski | gatunek monotypowy | endemit Madagaskaru: głównie na niższych i suchszych terenach na zachodzie, sporadycznie zgłaszany z obszarów wyżynnych; zakres wysokości: 0–1450 m n.p.m. | DC: 5,6–6,6 cm DO: 2,8–3,5 cm DP: 4,6–5,6 cm MC: 6–16 g | LC          |

Kategorie IUCN:  LC  – gatunek najmniejszej troski,  DD  – gatunki o nieokreślonym stopniu zagrożenia.
Opisano również wymarły gatunek z późnego plejstocenu i holocenu dzisiejszego Madagaskaru:
- Triaenops goodmani Samonds, 2007